# Huarte-Araquil
Huarte-Araquil (em castelhano) ou Uharte Arakil (em basco) é um município da Espanha na província e comunidade foral (autónoma) de Navarra. Tem 38,05 km² de área e em 2021 tinha 781 habitantes (densidade: 20,5 hab./km²).

## Demografia
| Variação demográfica do município entre 1991 e 2004 | Variação demográfica do município entre 1991 e 2004 | Variação demográfica do município entre 1991 e 2004 | Variação demográfica do município entre 1991 e 2004 |
| --------------------------------------------------- | --------------------------------------------------- | --------------------------------------------------- | --------------------------------------------------- |
| 1991                                                | 1996                                                | 2001                                                | 2004                                                |
| 853                                                 | 794                                                 | 785                                                 | 776                                                 |